# Macédonios Ier de Constantinople
Macédonios (ou Macédonius) Ier fut évêque de Constantinople, occupant effectivement le siège de 341 ou 342 à 346, puis de 351 à janvier 360. Il donna son nom à l'hérésie pneumatomaque.

## Biographie
En 338, l'évêque Paul Ier, partisan du concile de Nicée, fut déposé et remplacé sur le siège de la capitale par Eusèbe de Nicomédie, chef de file du parti « arien ». À la mort de ce dernier (fin 341), les « nicéens » tentant de restaurer Paul Ier et les « ariens » intronisant Macédonios, il y eut des affrontements violents dans la cité. Les seconds triomphèrent grâce à l'appui de l'empereur Constance II. Paul Ier, qui s'était réfugié à Rome auprès du pape Jules Ier, fut rétabli en 346, en même temps, notamment, qu'Athanase d'Alexandrie, à la suite du concile de Sardique et des négociations menées ensuite entre les deux empereurs Constant Ier et Constance II. Mais l'assassinat de Constant Ier en février 350 changea la donne : Constance II, désormais seul empereur, rétablit dans la période suivante tous les évêques « ariens » déposés et persécuta les « nicéens ».
Selon l'historien Socrate le Scolastique (Histoire ecclésiastique, II, 38), Macédonios perdit la faveur de l'empereur en provoquant des émeutes meurtrières à Constantinople: il avait voulu transférer les reliques de Constantin Ier qui se trouvaient dans une église menaçant ruine, et ce sans consulter Constance II. Macédonios fut déposé par un concile tenu dans la capitale en janvier 360 : au fil des variations que connut ces années-là l'« arianisme » officiel, il refusa apparemment la formule « homéenne » (celle du Credo daté, rédigé le 22 mai 359) et fut écarté comme membre de la faction « homéousienne » (avec notamment Basile d'Ancyre et Cyrille de Jérusalem). Il fut remplacé par Eudoxe, ancien évêque d'Antioche.
Macédonios mourut dans les années suivantes, la date exacte étant ignorée. Peu après les « pneumatomaques » (qui refusaient l'idée que le Saint-Esprit soit une personne divine comme le Père et le Fils, et qui furent condamnés par le deuxième synode romain en 374 et le premier concile de Constantinople en 381) furent appelés aussi « macédoniens », mais il n'est pas sûr du tout que Macédonios ait jamais professé leur doctrine. 